# Ulun
Der Ulun (russisch гора Улун; auch Gora Ulun) ist mit 2221 m der noch offiziell höchste Berg des Badschalgebirges (Баджа́льский хребет) in der Region Chabarowsk im Fernen Osten Russlands.
Das Badschalgebirge ist eine Bergkette mit einer Länge von ungefähr 220 Kilometern. Die Berge sind abgelegen und die Infrastruktur ist in diesem Gebiet nicht entwickelt. Die dritte Auflage der Großen Sowjetischen Enzyklopädie (GSE) nannte 1979 für das Gebirge eine maximale Höhe von 2640 Metern, wobei für den höchsten Berg kein Name genannt wurde. Der geografische Band der GSE führte den Ulun im Jahr 1986 mit einer Höhe von 2512 m. Topographische Karten geben heute die Höhe des Berges mit 2221 m an.
Im Jahr 2016 entdeckten Kletterer, dass der Gora Korol (гора Король, deutsch Königsberg) als höchster Berg des Gebirges eine Höhe von 2263 m haben könnte. Eine weitere Winterexpedition zu den vier höchsten Bergen des Badschalgebirges meldete für den Korol eine Höhe von 2269 m und für Gora Korolewna (гора Королева, Königinberg) in der Nähe eine Höhe von 2219 m.